# Love Never Felt So Good
Love Never Felt So Good – piosenka Michaela Jacksona, napisana wspólnie z Paulem Anką, a zamieszczona na drugim pośmiertnym albumie Jacksona pt. Xscape. Jest to pierwszy singel z albumu wydany 2 maja 2014. Oryginalna wersja utworu pochodzi z 1983 roku.